# بر من ببار
«بر من ببار» (انگلیسی: Rain on Me) ترانه‌ای از خواننده‌های آمریکایی لیدی گاگا و آریانا گرانده از ششمین آلبوم استودیویی گاگا، کروماتیکا (۲۰۲۰) است. این ترانه را گاگا، گرانده، نیجا چارلز، رامی یعقوب، چامی، بویز نویز و تهیه‌کنندگانش بلادپاپ و بونز نوشته‌اند. این ترانه که یک آپ‌بیت هاوس، دنس پاپ و دیسکو است، دارای گیتارهای فانک و بیت سینث-دیسکو است. گاگا این ترانه را «جشن اشک» توصیف کرد و به مقاومت در برابر سرپیچی از سختی‌های زندگی می‌پردازد.
این ترک در ۲۲ مه ۲۰۲۰ توسط اینترسکوپ رکوردز به عنوان دومین تک‌آهنگ آلبوم منتشر شد.

## پیشینه و نوشتن
«بر من ببار» اولین بار در مصاحبه شانزدهم مارس سال ۲۰۲۰ برای مقاله پپر توسط گاگا ذکر شد. ترانه به عنوان «هیولای آهنگ رقص» توصیف شده‌است. این ترانه از بمب‌گذاری ۲۰۱۷ منچستر آرنا که در پایان نمایش منچستر تور زن خطرناک او در که در ۲۰۱۷ اتفاق افتاد، الهام گرفته شده‌است. این آهنگ دقیقاً سه سال پس از این حادثه منتشر می‌شود.
این ترانه توسط گاگا، گرانده، نیا چارلز، رامی یعقوب، بویز نویز نوشته شده و تهیه‌کننده اجرایی این ترانه و آلبوم بلادپاپ است.

## انتشار و تبلیغ
در تاریخ ۱۵ مه ۲۰۲۰، گاگا و گراند پوشش ترانه را در اینستاگرام و توییتر منتشر و تاریخ انتشار آن را اعلام کردند.